# Vitan

Vitan pe harta Bucureștiului

Vitan este un cartier situat în partea de sud a Bucureștiului în sectorul 3, de-a lungul râului Dâmbovița, mărginit de cartierele Titan, Dristor, Centrul Civic, Olteniței și Berceni. 